# Parafia Podwyższenia Krzyża Świętego w Stanominie
Parafia pw. Podwyższenia Krzyża Świętego w Stanominie – rzymskokatolicka parafia należąca do dekanatu Białogard, diecezji koszalińsko-kołobrzeskiej, metropolii szczecińsko-kamieńskiej. Została utworzona 2 października 1973 roku. Siedziba parafii mieści się pod numerem 49.

## Obiekty sakralne

### Kościół parafialny
Kościół pw. Podwyższenia Krzyża Świętego w Stanominie – kościół parafialny, zbudowany w 1572 roku, poświęcony w 1946.

### Kościoły filialne i kaplice
- Kościół pw. św. Marcina w Podwilczu
- Kościół pw. Narodzenia Najświętszej Maryi Panny w Rarwinie
- Kaplica pw. św. Józefa Rzemieślnika w Nasutowie

## Proboszczowie
- ks. Józef Wiśniewski (1959–1961)
- ks. Leonard Bulczyński (1961–1964)
- ks. Jan Borzyszkowski senior (1964–1970)
- ks. Maciej Małecki (1970–1985)
- ks. Wojciech Przybylski (1985–1986)
- ks. Andrzej Wachowski (1986–1987)
- ks. Konstanty Badura (od 1987)

Źródło: 